# Тульская улица (Санкт-Петербург)

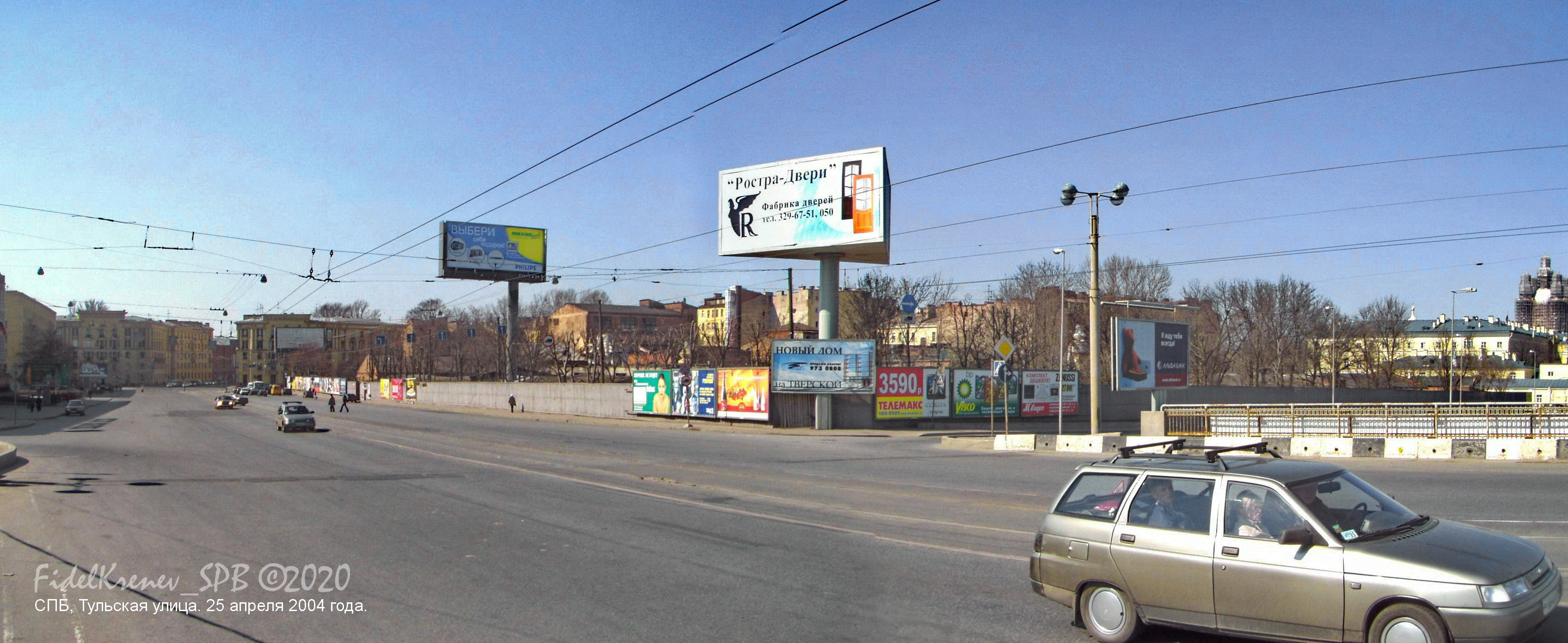
Вид от Большеохтинского моста

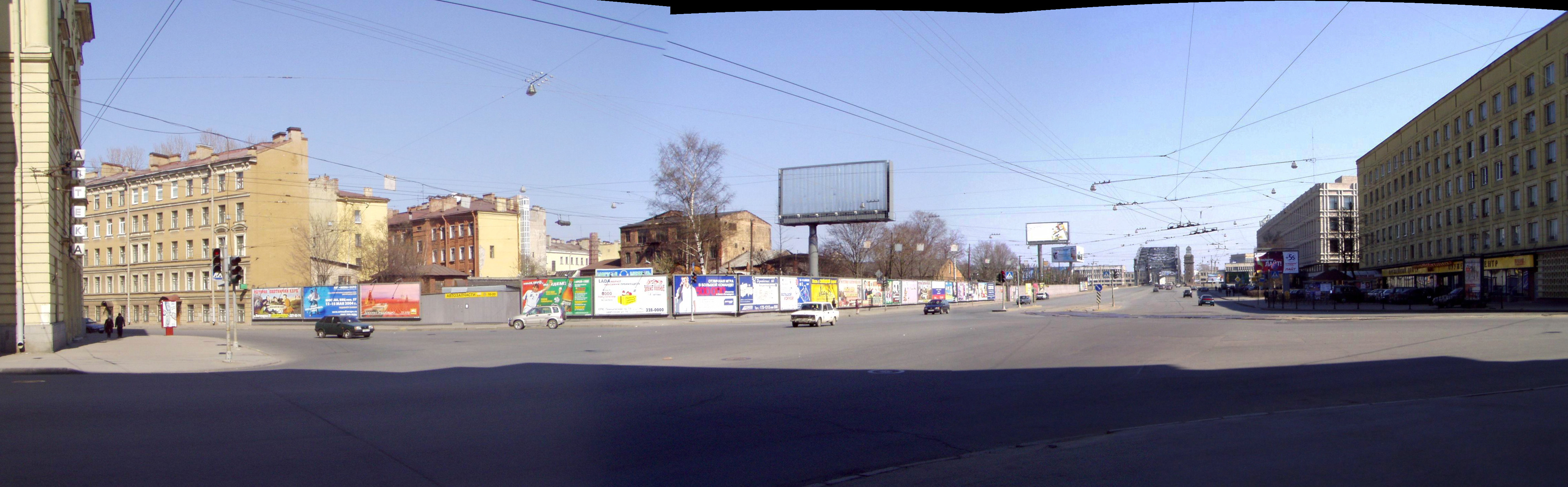
Вид от перекрёстка с Новгородской улицей

Ту́льская у́лица — улица в Центральном районе Санкт-Петербурга. Проходит от Суворовского проспекта до Синопской набережной. На север продолжается Одесской улицей, на восток — Большеохтинским мостом.

## История
До 1975 года состояла из двух частей:
- 24 февраля 1894 года участок от Ярославской улицы до Суворовского проспекта был назван Тульский переулок, в честь города Тулы, в ряду других улиц Рождественской полицейской части, названных по губернским городам Центральной России[2].
- С 1952 года проезд к Большеохтинскому мосту от Новгородской улицы до Синопской набережной называли Охтинская прорезка[2].

В 1975 году Тульский переулок и Охтинская прорезка были объединены под общим названием Тульская улица.

### Тульский переулок
- Название дано 24 февраля 1894 года по городу Туле в ряду улиц Рождественской части, названных по губернским городам Центральной России. Первоначально — от Ярославской улицы до Суворовского проспекта.
- В проектной документации 1884 года появляется название Тульская улица.
- В справочнике 1915 года обозначен как Безымянный переулок.
- 14 сентября 1944 года продлён от Ярославской до Новгородской улицы. Нумерация домов была изменена противоположно прежней.
- 6 октября 1975 года переулок объединён с Охтинской прорезкой под названием Тульская улица.

### Охтинская прорезка
- Первоначально — Охтенская прорезка (с 1952 года). Название дано по Большеохтинскому мосту, к которому вёл проезд.
- С 1956 года — современный вариант названия.
- 6 октября 1975 года объединена с Тульским переулком под названием Тульская улица.

## Примечательные здания и сооружения
- Дом № 1 — 442-й окружной военный клинический госпиталь имени З. П. Соловьева.
- Дом № 3 — здесь, на небольшой площади напротив универсама, 26—27 сентября 1995 года была установлена, а 2 октября торжественно открыта композиция, состоящая из четырёх гранитных скульптур: «Даная» (скульптор В. И. Винниченко), «Кариатида» (А. М. Блонский), «Орфей» (М. М. Ершов) и «Материнство» (Е. Н. Ротанов); общее архитектурное оформление — А. А. Мамединов[3]. Инициатором открытия скульптур на тему античной мифологии стал главный художник Петербурга И. Г. Уралов при содействии администрации Центрального района и спонсоров проекта, выделивших 120 миллионов рублей (в ценах того времени).

## Транспорт
Ближайшая станция метро — Чернышевская.
По улице проходят маршруты наземного пассажирского транспорта:
- Автобусы: № 15, 21, 22, 55, 105, 136, 181, 290.
- Троллейбусы: № 5, 7, 11, 15, 16, 33.

До 5 октября 2005 года на участке от Новгородской улицы до Большеохтинского моста существовало трамвайное движение.